# Partit Popular de Baviera
El Partit Popular de Baviera (BVP, de l'alemany Bayerische VolksPartei) va ser un partit polític de la República de Weimar.
Va ser fundat el 1919 com una escissió bavaresa del Partit de Centre, mantenint una ideologia catòlica, conservadora i moderada.
Va ser el partit més votat a Baviera al llarg de tota la República de Weimar, formant part de tots els governs regionals del període. La seva representació al Reichstag es va mantenir força inalterable, oscil·lant entre els 16 i els 24 diputats. El partit va ser dissolt pel govern d'Adolf Hitler el 1933, juntament amb el govern bavarès.